# Копилова Тетяна Миколаївна
Копило́ва Тетяна Миколаївна (17 березня 1939, Київ) — українська відома хорова диригентка, педагогиня, музично-громадська діячка. У 1985 році отримала звання заслуженої артистки УРСР.

## Життєпис
З дитинства мала музичні здібності. У 1957 році закінчує навчання у Київському музичному училищі ім. Р. Ґлієра (клас викладача Г. Ткаченка) та пізніше, у 1963 році, Київську консерваторію (у класі М. Берденникова), де відтоді й працювала викладачкою та хормейстеркою оперної студії (до 1990 року). За цей період поставила чимало оперних вистав, зокрема: «Царева наречена» М. Римського-Корсакова, «Євґеній Онєґін» П. Чайковського, «Фауст» Ш. Ґуно, «Русалка» О. Даргомижського, «Лісова пісня» В. Кирейка, «Запорожець за Дунаєм» С. Гулака-Артемовського, «Наталка Полтавка» М. Лисенка, «Молода гвардія» Ю. Мейтуса та інші.
Від 1980 до нашого часу — художня керівниця і головна диригентка Великого дитячого хору Радіомовної компанії України (Українського радіо), з яким здійснила багато фондових радіозаписів (багато вперше та прем'єрно). Серед них:
- великі вокально-симфонічних форми української та світової музичної класики;
- авторські хорові твори сучасних українських та зарубіжних композиторів (Дмитра Бортнянського, Артема Веделя, Миколи Лисенка, Миколи Леонтовича, Кирила Стеценка, Якова Степового, Лева Ревуцького, Віктора Косенка, Ігоря Шамо, Лесі Дичко, Богдани Фільц, Жанни Колодуб, Ірини Кириліної, Віктора Степурка, Володимира Птушкіна, Юрія Алжнєва, Володимира Шаповаленка, Івана Карабиця, Костянтина Мяскова та багатьох інших).[3]
- також хором були записані й українські народних пісень (в обробці М. Леонтовича, К. Стеценка, М. Лисенка) й інші зразки духовної музики.

З хором Українського радіо гастролює як в межах України, так і за кордоном (в Югославії, Росії, Франції та ін).
Тетяна Копилова часто є як членкинею журі, так і організаторкою низки різноманітних хорових конкурсів та фестивалів. Також під її орудою в деяких музичних школах Києва та в кількох загально-освітніх школах України почали своє існування хорові колективи.
Між 1980 по 2004 роками Копилова була заступницею голови творчого клубу хормейстерів (дитячих хорових колективів і композиторів) «Тоніка» (Київ). З 2004 — голова цієї організації.